# Prix Marie-Eugène-Simon-Henri-Martin
Le prix Marie-Eugène-Simon-Henri-Martin, de la fondation du même nom, est un ancien prix d’histoire, créé en 1944, attribué chaque année sans conditions précises par l'Académie française.

## Liste des lauréats
- 1955 : 
  - Louis Bassette pour Jean de Caulet, évêque et prince de Grenoble
  - Françoise de Bernardy pour Charles de Flahaut
  - Fernand Bridoux (1896-1957) pour Histoire religieuse du département de Seine-et-Marne pendant la Révolution
  - Pierre Fernessole (1879-19..) pour Pie X
- 1957 : 
  - André Beauguitte pour Une berline s’arrêta...
  - Philippe Erlanger pour l'ensemble de son œuvre
- 1958 : Jean Lassaigne pour Maine de Biran
- 1959 : Jean Albert-Sorel pour Le Destin de l’Europe
- 1960 : 
  - Bernard Guillemain pour La Chrétienté, sa grandeur et sa ruine
  - Henry Lachouque pour Napoléon en 1814
  - May Rabeau pour Un grand amour sous les Valois
- 1961 : René Lauret (1882-1975) pour Notre voisin l’Allemand
- 1962 : 
  - Pierre Grimal pour À la recherche de l’Italie antique
  - Jacques Levron pour Madame de Pompadour
- 1963 : René-Gustave Nobécourt pour Les secrets de la propagande en France occupée
- 1964 : 
  - Jacques Levron pour Le château fort et la vie au Moyen-Âge
  - Raymond Oursel pour Les Pèlerins du Moyen Âge
- 1965 : 
  - Mme Robert Mathieu pour Dernières victoires, 1814
  - Romain Roussel pour Jacques Cœur le Magnifique
- 1966 : 
  - Aimé Malvardi pour Napoléon et sa légende
  - Charles Pichon et Léonard Von Matt pour Les Papes
- 1967 : Marcel Pollitzer pour Frédéric II, disciple de Machiavel
- 1968 : Jean Richer pour Géographie sacrée du Monde grec
- 1969 : 
  - Marthe de Fels pour Pierre Poivre ou l’Amour des Épices
  - André Miquel pour L’Islam et la civilisation
  - Daria Olivier (1908-1998) pour Les Romanov
- 1970 : 
  - Charles-Marie Boissonnault pour Histoire politico-militaire des Canadiens français
  - Bernard Champigneulle (1896-1984) pour Paris de Napoléon à nos jours
  - Charles Ford et René Jeanne pour Paris vu par le Cinéma
- 1971 : 
  - Paul Arrighi pour La Vie quotidienne en Corse au XVIIIe siècle
  - Françoise de Bernardy pour Georges IV d’Angleterre
  - Marie-Louise Fracard pour Philippe de Montaut-Bénac, duc de Navailles, maréchal de France (1619-1684)
- 1972 : Pierre Chaunu pour La Civilisation de l’Europe des Lumières
- 1973 : 
  - Serge Dahoui pour Le cardinal de Bernis ou la Royauté du charme
  - Jacques Levron pour Le bon roi René
  - Marcel Pollitzer pour Le Règne des favorites
  - Marcel Reinhard pour La Révolution
- 1974 : 
  - Monica Charlot pour La démocratie à l’anglaise
  - Jacques Dinfreville pour Le chevalier d’Infreville
  - Paul Faure pour La vie quotidienne en Crète au temps de Minos (1500 av. J.-C.)
  - Robert Lacour-Gayet (en) (1896-1989) pour L’histoire de l’Australie
  - Daria Olivier pour Alexandre 1er, Prince des illusions
- 1975 : 
  - François-Georges Dreyfus pour Histoire des gauches en France, 1940-1974
  - Guy Hermet pour L’Espagne de Franco
  - Prosper Jardin (1907-1988) pour Les Chevaliers de Malte
  - Guy Richard pour Noblesse d’affaires au XVIIIe siècle
  - Romuald Szramkiewicz pour Régents et Censeurs de la Banque de France
- 1976 : 
  - Emmanuel Bourassin pour La cour de France à l’époque féodale, des rois pasteurs aux monarques absolus
  - Jean Chesneaux et Françoise Le Barbier pour La Chine. La marche de la Révolution 1921-1949
  - Patrick de Gmeline pour La maison de Curières de Castelnau
  - Zoltan-Étienne Harsany (1909-1992) pour La vie à Strasbourg sous la Révolution
- 1977 : 
  - Claude Bellanger, Jacques Godechot, Pierre Guiral et Fernand Terrou pour Histoire générale de la Presse française
  - Jacques Boussard pour Nouvelle histoire de Paris (de la fin du siège de 885-886 à la mort de Philippe Auguste)
  - Yvonne Brunel pour Marie-Adélaïde de Savoie, duchesse de Bourgogne (1685-1712)
  - Bronislaw Geremek pour Les marginaux parisiens aux XIVe et XVe siècles
  - Régine Pernoud pour Pour en finir avec le Moyen Âge
  - Bernard Vogler pour Le clergé protestant rhénan au siècle de la Réforme (1555-1619)
- 1978 : 
  - Emmanuel Bourassin (1930-1999) pour Jeanne d’Arc
  - Louis Dulieu pour La Médecine à Montpellier : Le Moyen Âge
  - Félix Ponteil (1892-1985) pour Georges Humann, un type de grand bourgeois sous la Monarchie parlementaire
- 1979 : 
  - Jacques Bonin et Paul Didier pour Louis XVIII, Roi de deux peuples (1814-1816)
  - Guy Chaussinand-Nogaret pour La vie quotidienne des Français sous Louis XV
  - Frédéric Deloffre et Melahat Menemencioglu pour Journal d’un voyage fait aux Indes Orientales (1690-1691) par Robert Challe, écrivain du Roi
  - Jacques Dinfreville pour Louis XIV. Les saisons d’un grand règne
  - Suzanne Pillorget (1924-2016) pour Claude-Henri Feydeau de Marville, lieutenant-général de police de Paris (1740-1747)
- 1980 : Pierre Miquel pour Les guerres de Religion
- 1981 : 
  - Jean-Marie Goulemot pour Mémoires de Valentin Jamerey-Duval. Enfance et éducation d’un paysan au XVIIIe siècle
  - Michel Poniatowski pour Louis-Philippe et Louis XVIII
  - Joseph Valynseele pour Les Maréchaux de Napoléon III : leur famille et leur descendance
- 1982 : 
  - Daniel Ligou pour Histoire des Francs-Maçons en France
  - Gilbert Martineau pour Napoléon à Sainte-Hélène
  - Jean Tranié pour La Campagne de Russie. Napoléon (1812)
  - Philippe Vigier pour La vie quotidienne en province et à Paris pendant les journées de 1848
- 1983 : Étienne Manac'h pour Mémoires d’Extrême Asie. Une terre traversée de puissances invisibles, Chine-Indochine : 1972-1973
- 1984 : Michel Carmona pour Richelieu : l'ambition et le pouvoir
- 1985 : Pierre Rosanvallon pour Le moment Guizot
- 1986 : 
  - Marc Lengereau pour La France et la question valdôtaine au cours et à l’issue de la seconde guerre mondiale
  - Constantin Melnik pour La Troisième Rome : Expansion ou déclin de l'empire communiste
- 1987 : 
  - Marie-Hélène Bourquin-Simonin pour Monsieur et Madame Tallien
  - Jean-René Vanney (1930-2019) pour Histoire des mers australes
- 1988 : 
  - Jean-Pierre Biondi pour Saint-Louis du Sénégal
  - Philippe Jacquin pour Les Indiens blancs, Français et Indiens en Amérique du Nord
- 1989 : Jacques Gélis pour La Sage-femme ou le Médecin